# Autossacrifício na lei judaica
Apesar de raro, existem situações dentro da lei judaica que ordena que um judeu sacrifique sua própria vida ao invés de violar uma proibição religiosa. Nestas situações, esse fenômeno de autossacrifício mandatório sobrepassa a demanda estrita e ordinária de transgredir qualquer restrição religiosa no sentido de preservar a vida humana.